# Ebrahim Raisi
Sayyid Ebrahim Raisol-Sadati (Perzisch: سید ابراهیم رئیس‌الساداتی) (Mashhad, 14 december 1960 – Varzaqan, 19 mei 2024) was een Iraans sjiitisch geestelijke, rechtsgeleerde en politicus. Hij was direct betrokken bij de massamoorden van 1988 op politieke tegenstanders en was de achtse president van Iran van 3 augustus 2021 tot aan zijn dood bij een helikoptercrash in 2024.

## Levensloop

### Jeugd
Raisi werd geboren in de buurt van de stad Mashhad. Hij ging als tiener naar een religieuze school in Qom, waar hij onder andere studeerde bij ayatollah Ali Khamenei. Ook nam hij deel aan de protesten tegen de sjah.

### Loopbaan
Na de islamitische revolutie maakte Raisi snel carrière. Op zijn twintigste werd hij benoemd tot aanklager.
Van 1985 tot 1988 was hij viceprocureur in de hoofdstad Teheran. In die functie wordt hij door mensenrechtenorganisaties medeverantwoordelijk gehouden voor de executie van ten minste 4500 politieke gevangenen en dissidenten. Hij werd vervolgens benoemd tot procureur. Raisi bekleedde daarna verschillende hoge posities in het Iraanse rechtssysteem, zoals plaatsvervangend opperrechter (2004-2014) en procureur-generaal (2014-2016).
Hij was van 2016 tot 2019 hoeder en voorzitter van de bonyad Astan Quds Razavi, de grootste (en zeer vermogende) sociale organisatie in Iran. Hij was lid van de Raad van Experts namens de provincie Zuid-Khorasan, waarin hij voor het eerst werd gekozen tijdens de verkiezingen van 2006.
Raisi was sinds maart 2019 tot halverwege 2021 Iraans opperrechter en was ook vicevoorzitter van de Raad van Experts. In 2019 zetten de Verenigde Staten Raisi op een sanctielijst wegens mensenrechtenschendingen in gevangenissen.

#### Presidentschap
Hij nam in 2017 deel aan de Iraanse presidentsverkiezingen, maar verloor van Hassan Rohani. Raisi kreeg 38,3% van de stemmen. Hij was opnieuw kandidaat bij de presidentsverkiezingen van 18 juni 2021 en won met meer dan 60% van de stemmen. Op 3 augustus 2021 werd Raisi ingehuldigd en twee dagen later beëdigd als president van Iran.

### Helikopterongeluk
Op 19 mei 2024 stortte bij dichte mist een helikopter met Raisi aan boord neer in de Iraanse provincie Oost-Azerbeidzjan. Raisi had net een bezoek gebracht aan Azerbeidzjan, waar hij eerder op de dag een gezamenlijk gebouwde dam bij de grensrivier Aras officieel had geopend. Niemand van de negen inzittenden overleefde de crash.
Op 23 mei werd Raisi begraven in zijn geboorteplaats Mashhad, in de moskee die werd gebouwd ter ere van Imam Reza (765–818 n.Chr.) en daardoor een belangrijke bedevaartplaats voor Iraanse sjiieten is.
Abolhassan Bani Sadr · Mohammad Ali Rajai · Ali Khamenei · Ali Akbar Hashemi Rafsanjani · Mohammad Khatami · Mahmoud Ahmadinejad · Hassan Rohani · Ebrahim Raisi · Masoud Pezeshkian